# Камень (Вроцлавський повіт)
Камень (пол. Kamień) — село в Польщі, у гміні Длуґоленка Вроцлавського повіту Нижньосілезького воєводства.
Населення — 532 особи (2011).
У 1975-1998 роках село належало до Вроцлавського воєводства.

## Демографія
Демографічна структура станом на 31 березня 2011 року:
|          | Загалом | Допрацездатний вік | Працездатний вік | Постпрацездатний вік |
| -------- | ------- | ------------------ | ---------------- | -------------------- |
| Чоловіки | 253     | 62                 | 175              | 16                   |
| Жінки    | 279     | 72                 | 165              | 42                   |
| Разом    | 532     | 134                | 340              | 58                   |